# ブルー (ジョニ・ミッチェルのアルバム)
『ブルー』（Blue）は、ジョニ・ミッチェルが1971年に発表した4枚目のアルバム。『ローリング・ストーン』誌が大規模なアンケートで選んだ「オールタイム・グレイテスト・アルバム500」（2020年版）において3位にランクインした。

## 概要
前作の『レディズ・オブ・ザ・キャニオン』同様、ロサンゼルスのA&Mスタジオでレコーディングは行われた。エンジニアはヘンリー・レヴィー。収録曲はすべてミッチェルが作詞作曲した。1971年6月22日に発売され、ビルボードのアルバム・チャートの15位を記録した。イギリスでは3位、カナダでは8位を記録した。
スティーヴン・スティルス、ジェームス・テイラー、ラス・カンケル、フライング・ブリトー・ブラザーズのメンバーのスニーキー・ピート・クレイナウらがレコーディングに参加している。
ジャケットの写真は、かつて子役として活躍したティム・コンシダイン（Tim Considine）が撮影した。デザインはゲイリー・バーデン。
2022年7月24日、ミッチェルの公式YouTubeチャンネルは、『ブルー』アルバム全体を1本の動画として公開した。

## 収録曲
Side 1
1. オール・アイ・ウォント - All I Want - 3:32
2. マイ・オールド・マン - My Old Man - 3:33
3. リトル・グリーン - Little Green - 3:25
4. ケアリー - Carey - 3:00
5. ブルー - Blue - 3:00

Side 2
1. カリフォルニア  - California - 3:48
2. ディス・フライト・トゥナイト - This Flight Tonight - 2:50
3. リヴァー - River - 4:00
4. ア・ケイス・オブ・ユー - A Case of You - 4:20
5. リチャードに最後に会った時 - The Last Time I Saw Richard - 4:13